# 瑞昌控股
瑞昌控股有限公司，簡稱瑞昌控股（英語：SUI CHONG HOLDINGS LIMITED，港交所除牌時0433.HK），在1995年4月10日，由茂基國際有限公司和永興集團有限公司合併後，而被榮豐國際有限公司組成而來，也就是在10月12日換取上市而設，而當時經營香港房地產業務。
在1998年，被大股東是錢永偉進行強制性收購後，把當時上海地產業務注入，在1998年12月24日起，更名為北方礦業股份有限公司（前身為新萬泰控股有限公司）。

## 連結
- NorthMining.com.hk （页面存档备份，存于）